# Dose infettante minima
La dose infettante minima o minimale (conosciuta anche con l'acronimo MID, dall'inglese) rappresenta la dose minima di particelle di agenti patogeni (ad esempio il numero di particelle virali o il numero di esemplari di batterio) necessaria per indurre uno stato infettivo nell'organismo ospite. Di solito, la dose infettante minima è espressa sotto forma di TCID50, ossia la mediana della dose infettiva della coltura cellulare; essa è la concentrazione (titolo) dell'agente patogeno, solitamente un virus, necessario per infettare il 50% delle cellule che compongono la coltura tissutale esposta al patogeno stesso. La dose infettiva minima è un parametro utilizzato per misurare il grado di infettività di un agente patogeno e la sua efficacia nel contagio.